# Giro del Belgio 1932
Il Giro del Belgio 1932, ventunesima edizione della corsa, si svolse in quattro tappe tra il 25 maggio e il 29 maggio 1932, per un totale di 1 035 km e fu vinto dal belga Léon Louyet.

## Tappe
| Tappa  | Data      | Percorso                | km    | Vincitore di tappa | Leader cl. generale |
| ------ | --------- | ----------------------- | ----- | ------------------ | ------------------- |
| 1ª     | 25 maggio | Bruxelles > Liegi       | 247   | Léon Louyet        |                     |
| 2ª     |           | Liegi > Lussemburgo     | 250   | Marcel Houyoux     |                     |
| 3ª     |           | Lussemburgo > Charleroi | 266   | Odile Van Eenoghe  |                     |
| 4ª     | 29 maggio | Charleroi > Bruxelles   | 265   | Léon Louyet        | Léon Louyet         |
| Totale | Totale    | Totale                  | 1 035 |                    |                     |

## Dettagli delle tappe

### 1ª tappa
- 25 maggio: Bruxelles > Liegi – 247 km

Risultati
| Pos. | Corridore        | Squadra        | Tempo    |
| ---- | ---------------- | -------------- | -------- |
| 1    | Léon Louyet      | Génial Lucifer | 7h11'13" |
| 2    | Georges De Witte | Génial Lucifer | ?        |
| 3    | Jozef Horemans   | Dilecta-Wolber | ?        |

### 2ª tappa
- Liegi > Lussemburgo – 250 km

Risultati
| Pos. | Corridore      | Squadra     | Tempo    |
| ---- | -------------- | ----------- | -------- |
| 1    | Marcel Houyoux | Individuale | 8h17'12" |
| 2    | Nicolas Frantz | Alcyon      | ?        |
| 3    | Pé Verhaegen   | Wonder      | ?        |

### 3ª tappa
- Lussemburgo > Charleroi – 266 km

Risultati
| Pos. | Corridore         | Squadra        | Tempo    |
| ---- | ----------------- | -------------- | -------- |
| 1    | Odile Van Eenoghe | Raily          | 7h16'42" |
| 2    | Gérard Desmet     | Individuale    | ?        |
| 3    | Georges De Witte  | Génial Lucifer | ?        |

### 4ª tappa
- 29 maggio: Charleroi > Bruxelles – 265 km

Risultati
| Pos. | Corridore             | Squadra     | Tempo    |
| ---- | --------------------- | ----------- | -------- |
| 1    | Léon Louyet           | Génial Luc. | 8h37'52" |
| 2    | Gustave V. Slembrouck | Génial Luc. | ?        |
| 3    | Émile Joly            | Génial Luc. | ?        |

## Classifiche finali

### Classifica generale
| Pos. | Corridore         | Squadra     | Tempo    |
| ---- | ----------------- | ----------- | -------- |
| 1    | Léon Louyet       | Génial Luc. | 31h29'37 |
| 2    | Jozef Horemans    | Dilecta     | s.t.     |
| 3    | Eugène Gijbels    | Dilecta     | s.t.     |
| 4    | Pé Verhaegen      | Wonder      | s.t.     |
| 5    | Nicolas Frantz    | Alcyon      | s.t.     |
| 6    | Constant Van Impe | Thompson    | s.t.     |
| 7    | August Van Tricht | Génial Luc. | s.t.     |
| 8    | Georges Lemaire   | Wendels     | s.t.     |
| 9    | François Gardier  | Wendels     | a 25"    |
| 10   | Léopold Roosemont | Alcyon      | a 2'53"  |